# 1758 Naantali
1758 Naantali è un asteroide della fascia principale. Scoperto nel 1942, presenta un'orbita caratterizzata da un semiasse maggiore pari a 3,0049266 UA e da un'eccentricità di 0,0370217, inclinata di 10,82443° rispetto all'eclittica.
L'asteroide è dedicato alla città finlandese di Naantali.